# Kleiner Salzbach
Der Kleine Salzbach ist ein gut anderthalb Kilometer langer Bach auf dem Gebiet der Ortsgemeinde Lemberg im rheinland-pfälzischen Landkreis Südwestpfalz. Er ist ein rechter Zufluss des Salzbachs im Südwestlichen Pfälzerwald.

## Geographie

### Quellbäche
Der Kleine Salzbach entsteht nördlich des Großen Stephansbergs aus zwei Quellbächen.

#### Linker Quellbach
Der etwa 0,5 km lange linke Quellbach hat ein Einzugsgebiet von 59 ha und obwohl er kürzer ist als der rechte wird er amtlicherseits als Teil des hydrologischen Hauptstrangs angesehen (GKZ 23722352).
Er entspringt auf einer Höhe von ungefähr 297 m ü. NHN in einem Laubwald. Er fließt zunächst in nördlicher Richtung am Ostfuß des 379,9 m hohen Hüttenbergs entlang durch den Wald und wird nach gut 50 Meter auf seiner rechten Seite von einem zweiten Quellast gestärkt. Der Bach dreht nun nach Nordosten und wird dann nach etwa 200 Meter auf der gleiche Seite von einem weiteren Quellast gespeist. Er läuft nun durch das Breittal und vereinigt sich nach weiteren 200 Meter auf einer Höhe von etwa 279 m ü. NHN mit dem aus Südosten kommenden rechten Quellbach (⊙).

#### Rechter Quellbach
Der etwa 0,8 km lange rechte Quellbach hat ein Einzugsgebiet von 42 ha. Er ist zwar länger als der linke Quellbach hat aber das kleinere Einzugsgebiet und wird deshalb als Nebenstrang angesehen (GKZ 237223522).
Er entspringt auf einer Höhe von etwa 406 m ü. NHN am Nordhang des Großen Stephansbergs in einem Laubwald (⊙). Ungefähr 150 Meter südsüdwestlich der Quelle ragt der als Aussichtspunkt genutzte Grafenfelsen empor und etwa 200 nordöstlich von dort liegt der Blacksbrunnen. Der Bach fließt zunächst nach Norden durch Laubwald und wird dann nach etwa 300 Meter östlich des Stephanshäuschens auf seiner rechten Seite  kurz nacheinander von zwei weiteren Quellästen verstärkt. Neben dem Stephanshäuschen steht eine als Naturdenkmal geschützte alte Eiche. Der Bach läuft anschließend gut 400 Meter in nordwestlicher Richtung und vereinigt sich danach mit dem aus Südwesten kommenden linken Quellbach.

### Weiterer Verlauf
Der vereinigte Bach fließt nun in nördlicher Richtung durch ein bewaldetes Tal am Westfuß des Buchbacher Ecks entlang und verschwindet dann nach 260 Meter unter dem Erdboden. Er läuft danach unterirdisch etwa 300 Meter  nordwärts und biegt anschließend nach Nordosten ab. Er zieht nun  weiterhin unter der Erde nordostwärts zwischen einem landwirtschaftlichen Gehöft auf seiner linken Seite und einem kleinen Teich auf der rechten  am Nordwestfuß des 363,4 m hohen Spitzecks entlang durch Grünland.
Er mündet schließlich  zwischen den beiden Lemberger Ortsbezirken Glashütte im Westen und Langmühle im Osten auf einer Höhe von etwa 254 m ü. NHN unterirdisch verdolt von links in den aus dem Westsüdwesten kommenden dort auch Buchbach genannten mittleren Salzbach.
Der etwa 1,6 km lange Lauf des Kleinen Salzbachs endet ungefähr 43 Höhenmeter unterhalb des Ursprungs seines linken Quellbachs, er hat somit ein mittleres Sohlgefälle von etwa 27 ‰.

### Einzugsgebiet
Das 1,734 km² große Einzugsgebiet des Kleinen Salzbachs liegt im Südwestlichen Pfälzerwald und wird durch ihn über den Salzbach, die Lauter und den Rhein zur Nordsee entwässert.
Es grenzt
- im Nordosten an das Einzugsgebiet des Katzenbachs, der in den Salzbach mündet;
- im Südosten und Süden an das des Storrbachs, der ebenfalls in den  Salzbach mündet und
- ansonsten an das des Salzbachs direkt.

Das gesamte Einzugsgebiet ist fast vollständig bewaldet. Die höchste Erhebung ist der Große Stephansberg mit einer Höhe von 456,1 m im Süden des Einzugsgebiets.